# BBC Knowledge
A BBC Knowledge a brit BBC egy korai digitális csatornája volt, ami főleg dokumentumfilmeket, kulturális és oktatóműsorokat sugárzott. A csatorna 1999. június 1-jén indult és 2002. február 2-án szűnt meg.

## Története
A BBC tovább szeretett volna terjeszkedni a digitális piacon, ezért elindult a BBC Knowledge. Eredetileg a Flextechhel való társulással akarta volna megvalósítani, a UKTV hálózaton. Csakhogy eltérő terveik voltak: a BBC márkás, míg a Flextech pedig kereskedelmi csatornát akart volna elindítani. A BBC ezt elutasította, mivel nem akarta, hogy reklámot tartalmazzon. Végül két csatorna indult el: a többnyire szórakoztató műsorokat tartalmazó BBC Choice és az ekkor még BBC Learning néven működő BBC Knowledge. 1999. június 1-jén indult el, ekkor még minden nap 6 órában sugárzott.
Később a BBC úgy döntött, hogy változtat a csatornán, és így 2001. november 17-től 24 órás lett, témáját pedig dokumentumfilmzónákra cserélte. Végül a csatornatársaság amellett döntött, hogy átnevezik BBC Fourra, és a CBeebiesszel osztozkodik sávon.